# XXXII edició de la Mostra de València
La XXXII edició de la Mostra de València, coneguda oficialment com a XXXII Mostra de València - Festival Internacional de Cinema d'Acció i Aventura, va tenir lloc entre el 4 i el 7 d'abril de 2011 a València. El director Salomón Castiel Abecasis va consolidar l'especialització del festival vers el cinema d'aventures i d'acció i traslladà la data a primavera. Degut a la crisi es va eliminar la dotació econòmica dels premis i es va eliminar definitivament el jurat.

## Desenvolupament
Les projeccions es fan als Cines Lys. Es van projectar un total de 102 pel·lícules, de les que 36 (el 36 %) no són de països mediterranis: 18 a la secció oficial, 8 del Panorama Mediterrani, 4 de l'homenatge a Joan Piquer i Simón, 9 de la retrospectiva de Giuliano Montaldo, 6 del cicle Renny Harlin, 8 de la Mostra Premiere (premiats en altres festivals), 5 del cicle Daryl Hannah, 5 de Mostra Clàssics, 5 del cicle James Bond, 5 del cicle Enrique Urbizu, 4 fetes a la Ciutat de la Llum, 3 de la secció València, capital europea de l'esport i 22 de la Mostra Cinema Valencià. El cartell d'aquesta edició seria fet per Óscar Mariné i el pressupost fou de 1.730.890 euros.
La inauguració es va fer al Palau de la Música de València i fou presentada per Cayetana Guillén Cuervo. Es va fer entrega de la Palmera d'Or a Daryl Hannah i a Enrique Urbizu. Hi van assistir Sancho Gracia, Mapi Galán, Jan Cornet i Jordi Vilches. En acaba la cerimònia es va projectar Carlos d'Olivier Assayas. La cerimònia de clausura fou presentada per Ángel Martín i Carolina Bang, i es va estrenar en primícia 5 Days of War de Renny Harlin.

## Pel·lícules exhibides[6]

### Secció oficial
- Hors-la-loi de Rachid Bouchareb
- Tropa de Elite 2: O Inimigo Agora É Outro de José Padilha
- Corrupció en el poder de George Hickenlooper
- The Bang Bang Club de Steven Silver
- Ajeossi de Lee Jeong-beom
- Betty Anne Waters de Tony Goldwyn
- Codi font de Duncan Jones
- Sense identitat de Jaume Collet-Serra
- Compte enrere de Fred Cavayé
- Bas-fonds d'Isild Le Besco
- L'Homme qui voulait vivre sa vie d'Éric Lartigau
- Carlos d'Olivier Assayas
- Dabangg d'Abhinav Kashyap
- L'illa dels oblidats de Marius Holst
- Brighton Rock de Rowan Joffé
- Hanna de Joe Wright
- Senna d'Asif Kapadia
- Tracker d'Ian Sharp

### Panorama mediterrani
- Hawi d'Ibrahim El-Batout
- Pecados de Diego Yaker
- Petites mentides sense importància de Guillaume Canet
- Angèle et Tony d'Alix Delaporte
- Sopar d'amics de Danièle Thompson
- Gorbaciof de Stefano Incerti
- A Jamaâ d'Daoud Aoulad-Syad
- Neka ostane među nama de Rajko Grlić

### Mostra Premiére
- Res a declarar de Dany Boon
- L'Italien d'Olivier Baroux
- La noia del llac d'Andrea Molaioli
- Cómplices del silencio de Stefano Incerti
- Ne le dis à personne de Guillaume Canet

### Cicles i homenatges
A Giuliano Montaldo
- Tiro al piccione (1962)
- Diamants a dojo (1967)
- Gli intoccabili (1969)
- Sacco e Vanzetti (1971)
- Giordano Bruno (1973)
- L'Agnese va a morire (1976)
- Il giocattolo (1979)
- L'home de les ulleres d'or (1987)
- I demoni di San Pietroburgo (2008)

A Renny Harlin
- Die Hard 2 (1990)
- Memòria letal (1996)
- Deep Blue Sea (1999)
- El pacte (The Covenant) (2006)
- Cleaner (2007)
- 12 assalts (2009)

A Daryl Hannah
- Blade Runner (1982) de Ridley Scott
- Wall Street (1987) d'Oliver Stone
- Dos vells rondinaires (1993) de Donald Petrie
- Kill Bill: Volum 1 de Quentin Tarantino
- Kill Bill: Volum 2 de Quentin Tarantino

Ciutat de la Llum
- DiDi Hollywood de Bigas Luna
- El gran Vázquez d'Óscar Aibar
- Todas las canciones hablan de mí de Jonás Trueba
- Sin retorno de Miguel Cohan

Mostra Clàssics
- A Letter to Three Wives (1950) de Joseph L. Mankiewicz
- La fugida (1972) de Sam Peckinpah
- El pirata (1948) de Vincente Minnelli
- L'École des facteurs (1947) de Jacques Tati
- Dia de festa (1949) de Jacques Tati

Capital europea de l'esport
- La soledat del corredor de fons (1962) de Tony Richardson
- Touching the Void (2003) de Kevin Macdonald
- Sprint especial (2005) de Juan Carlos Claver

Cicle James Bond
- Agent 007 contra el Dr. No (1962) de Terence Young
- Només per als teus ulls (1981) de John Glen[9]
- Llicència per matar (1989) de John Glen
- Mor un altre dia (2002) de Lee Tamahori
- Quantum of Solace (2008) de Marc Forster

## Premis
- Premi del Públic de la Secció Oficial: L'illa dels oblidats de Marius Holst [10]
- Premi de la Crítica de la Secció Oficial: Tropa de Elite 2: O Inimigo Agora É Outro de José Padilha
- Premi del Públic del Panorama Mediterrani: Petites mentides sense importància de Guillaume Canet
- Premi de la Crític del Panorama Mediterrani: Angèle et Tony d'Alix Delaporte